# Роман Джинджихашвили
Роман Яковлевич Джинджихашвили (на грузински: რომან იაკობის-ძე ჯინჯიხაშვილი; на иврит: רומן יעקובלביץ' ג'ינג'יחשווילי) е американски шахматист от грузински произход.

## Биография
Роден е в Тбилиси, Грузинска ССР. Става международен майстор през 1970 г. Напуска Съветския съюз в посока Израел през 1976 г. На следващата година става гросмайстор. През 1979 г. Джинджихашвили се установява в САЩ и на следващата година спечелва турнира в Лон Пайн. Капитан е на олимпийския шахматен отбор на САЩ през 1984 г.
На два пъти спечелва първенството на САЩ – през 1983 и 1989, поделяйки всеки път титлата с други двама шахматисти.